# JuK
JuK ist ein Jukebox-Programm aus der KDE Software Compilation 4. Es unterstützt MP3-, (Ogg)Vorbis- und FLAC-Audiodateien.
JuK wurde von Scott Wheeler im Jahr 2000 ins Leben gerufen und hatte ursprünglich den Namen QTagger. Im Jahr 2002 wurde das Programm in das KDE-CVS aufgenommen, wo es zu einer der führenden Audioanwendungen wurde.

## Fähigkeiten von JuK

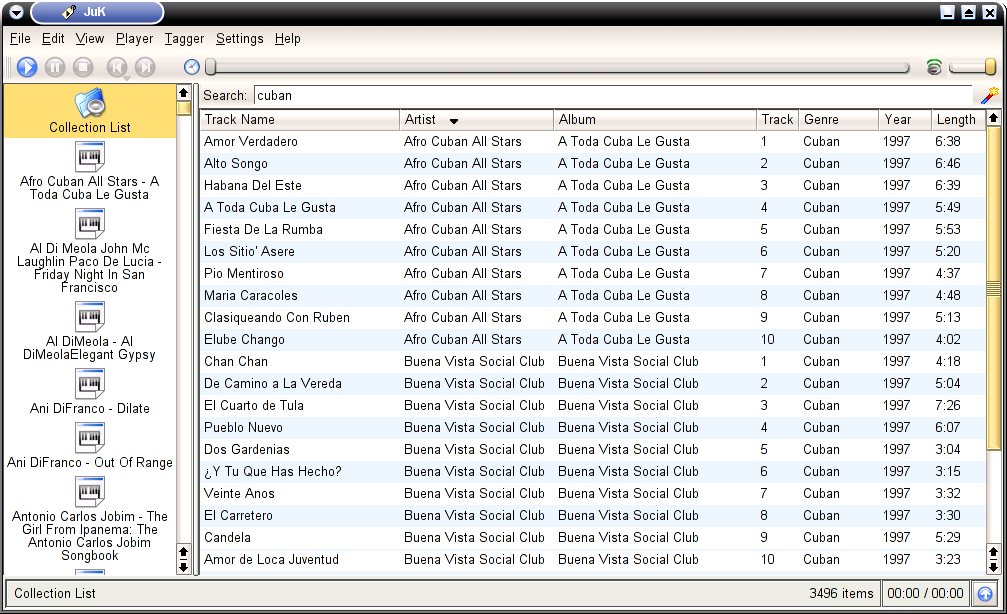
Juk mit einer Wiedergabeliste

JuK ist hauptsächlich zum Verwalten von Audiodateien gedacht und kann diese Sammlungen abspielen. Die Funktionen des Programms sind:
- Kollektionsliste und vom Benutzer erstellbare Wiedergabelisten.
- Möglichkeit, Verzeichnisse zu durchsuchen und Wiedergabelisten (.m3u-Dateien) und Musikdateien während des Startens automatisch zur Sammlung hinzuzufügen.
- „Wiedergabeliste aus Suche erstellen“ – diese Wiedergabelisten ändern ihre Inhalte dynamisch, je nachdem, welche Dateien zu den vorgegebenen Kriterien in der Sammlung vorhanden sind.
- Baumansicht-Modus für Wiedergabelisten.
- Wiedergabelisten-Verlauf, um herauszufinden, welche Datei abgespielt wurde und wann.
- Funktion, um Titelinformationen aus dem Dateinamen oder online von MusicBrainz zu übernehmen.
- Dateiumbenenner, um Dateien basierend auf ihren Titelinformationen umzubenennen.
- aRts- oder GStreamer-Wiedergabe.
- Lese- und Schreibunterstützung für ID3v1-, ID3v2- und Ogg Vorbis-Titelinformationen (via TagLib).